# Wick (Schotland)
Wick (Schots-Gaelisch: Inbhir Ùige) is een kleine stad in het noordoosten van Schotland. Het ligt aan de Noordzee, in het raadsgebied Highland. De stad heeft 7794 inwoners.
De stad is de hoofdplaats van het historische graafschap en de lieutenancy area Caithness en ligt aan de oevers van de river de Wick. Wick dankt zijn naam aan het Noorse woord vik, dat baai betekent.
Ten zuiden van Wick ligt aan de kust de ruïne van het 13e-eeuwse Castle of Old Wick, dat door de Vikingen is gebouwd. De redactie van The John O Groat Journal en van The Caithness Courier zijn in Wick.
De stad speelt in het begin van de film Flood uit 2007 een kleine rol.

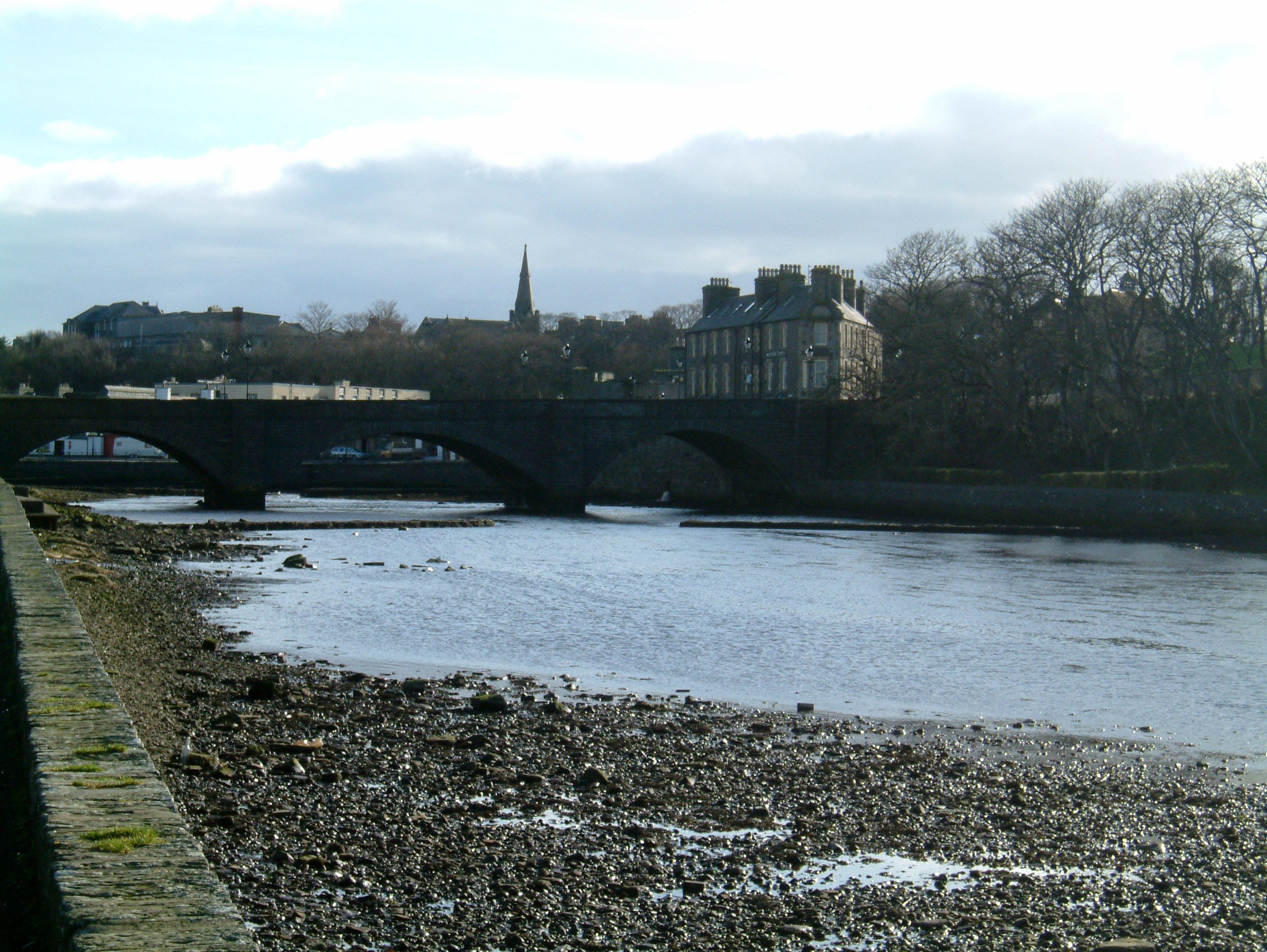
Zicht op de brug van Wick, 2005

## Verkeer en vervoer
Wick heeft een treinstation, station Wick. Vanaf hier rijden treinen naar Thurso en Inverness. Ten noorden van de stad ligt Wick Airport.

## Partnersteden
- Klaksvík

## Geboren
- Alexander Henry Rhind (1833-1863), egyptoloog